# Нижни Ломов
Нижни Ломов (на руски: Нижний Ломов) е град в Русия, административен център на Нижнеломовски район, Пензенска област. Населението му към 1 януари 2018 година е 20 943 души.